# Micsoda buli (film, 1990)
A Micsoda buli (eredeti címe: House Party) 1990-ben bemutatott amerikai filmvígjáték, amelyet Reginald Hudlin írt és rendezett. A produkció a Micsoda buli filmsorozat első része. A főbb szerepekben a Kid 'n Play és a Full Force együttes, valamint Robin Harris. 1990. január 20-án mutatták be a Sundance Filmfesztiválon. Magyarországon videokazettán jelent meg 1992. november 26-án.
A következő rész 1991-ben jelent meg Micsoda buli 2. címmel. 2023-ban Calmatic rendezésében remake is készült belőle.

## Cselekmény
Kid két legjobb barátjával, Play-jel és Bilal-lal egy házibuli szervezésén dolgoznak a szülői házban. A helyi bajkeverő Stab miatt félő, hogy Kidet eltiltják a partizástól, mert igazgatói figyelmeztetést kapott. Az apja valóban megtiltja neki a részvételt, de Kid mégis elszökik otthonról. Kid útja kalandossá válik: rendőrök és Stab bandája akadályozzák, végül egy előkelő vacsorán köt ki, ahol rappelve próbálja feldobni a hangulatot egészen Stab újabb támadásáig, amelyet csak a rendőrség tud megfékezni. Mivel az incidens miatt senki nem emel vádat, Kid végül mégis eljut a buliba.
A bulin azonban nem kap lehetőséget a fellépésre, mivel Bilal szerint a házigazdának, Playnek jár a mikrofon. A fiúk így inkább megpróbálnak közeledni a lányokhoz, kevés sikerrel. A hangos bulit a szomszéd Walther zavarónak találja, és kihívja a rendőrséget. Helyettük azonban Stab jelenik meg először, ezúttal súlyosabb szándékkal. Megpróbálják felgyújtani a házat, de a rendőrök közbelépnek. A buli végén Kid és Play rap párbajba kezdenek, majd Kid és az egyik lány, Sidney közelebb kerülnek egymáshoz. A romantikus pillanatukat megszakítják Sidney szülei, akik hazatérnek a vacsoráról, így Kid kénytelen megszökni. Ismét összetalálkozik Stabbal, majd egy hűtőszekrénybe bújva elkapják, és a bandával együtt letartóztatják. Play, Bilal, Sharane és Sidney előteremtik a szükséges óvadékot, hogy Kid kiszabaduljon, mielőtt újra rap párbajba keveredne az őrizetben. A hazafelé tartó úton mindkét pár – Kid és Sidney, illetve Play és Sharane – közelebb kerül egymáshoz. Otthon azonban Kidet még várja az apai büntetés az engedetlenségéért.

## Szereplők
| Szerep        | Színész                          | Magyar hang   |
| ------------- | -------------------------------- | ------------- |
| Kid           | Christopher Reid / Kid 'n Play   | Fekete Zoltán |
| Play          | Christopher Martin / Kid 'n Play |               |
| Pop           | Robin Harris                     |               |
| Stab          | Paul Anthony George / Full Force |               |
| Pee-Wee       | Lucien George Jr. / Full Force   |               |
| Zilla         | Brian George / Full Force        |               |
| Bilal         | Martin Lawrence                  | Boros Zoltán  |
| Sydney        | Tisha Campbell                   |               |
| Sharane       | Adrienne-Joi Johnson             |               |
| Mr Strickland | John Witherspoon                 |               |

## Fogadtatás

### Kritikai visszhang
A Rotten Tomatoeson 94%-os minősítést ért el 31 értékelés alapján, a konszenzus szerint: „A Micsoda buli egy könnyed, szórakoztató tinivígjáték, fertőző energiával.” Vincent Canby a New York Timestól azt írta: „Az összes alakítás jó, és a hangsáv lüktet a humortól és a decibelektől egyaránt.” Jonathan Rosenbaum a Chicago Readertől azt írta: „Sokkal több energia és társadalmi realitás van ebben a filmben, mint amennyit a tinifilmekben megszokhattunk; a vágások gyakran dinamikusak, és Hudlin általában jó munkát végez a dolgok mozgásban tartásában.” Roger Ebert szerint: „A Micsoda buli buta és vidám, és nem különösebben jelentős, és ennek így is kell lennie.”
A Metacritic 76 pontot adott a 100-ból 15 vélemény alapján. Jay Carr a Boston Globe-tól azt írta: „Fülbemászó és visszafogottan biztos, egyszerre hip és ártatlan, stilizált és természetes, elbűvölő utat jár be egy hagyományos „gyerekek, csináljunk egy bulit” cselekményen keresztül, ragyogó komédiával, nagyszerű tánccal, és a legjobb rappel. Sőt, még a felelősségről is képes üzenetet közvetíteni anélkül, hogy unalmas lenne. Egyszóval, ez az utóbbi idők legjobb tinifilmje.” A Variety szerint: „A Micsoda buli a kortárs fekete tinédzserek kultúráját ragadja meg, friss, kommersz és nagyon fülbemászó módon.” Mark Caro a Chicago Tribune-től azt írta: „A Micsoda buli a mainstreamet célozza meg, és el is találja - talán túl gyakran.”

### Bevétel adatai
A Box Office Mojo szerint 26,3 millió dolláros bevételt ért el, a költségvetésről nincs információ.